# Belleisle Bay
Belleisle Bay är en vik i Kanada.   Den ligger i provinsen New Brunswick, i den sydöstra delen av landet, 800 km öster om huvudstaden Ottawa.
I omgivningarna runt Belleisle Bay växer i huvudsak blandskog. Runt Belleisle Bay är det ganska glesbefolkat, med 21 invånare per kvadratkilometer.